# 宇都宮ライトパワー
宇都宮ライトパワー株式会社（うつのみやライトパワー、英：Utsunomiya Light & Power Co., Inc.）は、栃木県宇都宮市に本社を置く小売電気事業者である。略称はULP。
小売電気事業者の登録番号は"A0808"。

## 概要
宇都宮市と民間4社（NTTアノードエナジー、東京ガス、足利銀行、栃木銀行）が出資する第三セクター企業で、再生可能エネルギー電力の供給を目的とする企業である。
宇都宮市のごみ処理施設「クリーンパーク茂原」でバイオマス発電された電力や、太陽光発電の固定価格買取制度（FIT）が終了した世帯や事業者から買い取った再生可能エネルギー電力を、宇都宮市の市有施設やLRT（宇都宮ライトレール）に供給する事業を展開する。電力調達の主力と位置付けていたクリーンパーク茂原は2022年（令和4年）2月1日に火災を起こし、発電が不可能になったため、東京ガスなどから電力を買い取ることで不足分をまかなっていた。（同年12月24日に復旧。）2022年度の電源調達実績は29,251,377 kWhで、内訳はクリーンパーク茂原からの調達が19.2％、一般家庭からの調達が0.03％、NTTアノードエナジーからの調達が69.2％、東京ガスからの調達が11.6％であった。

## 宇都宮市の脱炭素化構想
宇都宮市では、2030年までに市内のすべての公共交通機関及び宇都宮駅東側のLRT沿線地域で先行的に脱炭素化を行い、それ以外のすべての地域でも2050年までに脱炭素化を図り、二酸化炭素の排出量を実質ゼロとする方針である。2030年までの市内公共交通機関の脱炭素化は、ノルウェーのオスロ市と並び、世界初の取り組みとされる。市が掲げる「環境未来都市うつのみや」は、宇都宮ライトパワーが供給する再生可能エネルギーを通して二酸化炭素排出量の削減と地域経済活性化を図り、売電収入を地域の脱炭素化などの地域課題の解決に使うというもので、ドイツには環境・交通政策におけるシュタットベルケと市の連携という先行事例がある。
太陽光発電・バイオマス発電などにより市内で生産した再生可能エネルギー電力を、市有施設や市内の世帯、LRT、路線バスを電動化した電動バス、電気自動車化されたタクシーなどの公共交通機関に供給する。また、蓄電池やEVバスのバッテリーを調整電源として活用し、地域内での電力の供給と消費のバランスを管理するエネルギーマネジメントシステムを、東京電力パワーグリッドと共同開発し、市全体でカーボンニュートラルの実現を目指すとともに、電力の地産地消の推進、公共交通機関の脱炭素化に伴う「ゼロカーボンムーブ」（二酸化炭素を実質排出せずに移動すること）の構築、地域内での経済循環、電力のレジリエンス強化を図る。
宇都宮ライトパワーは、市内への電力供給の中枢となるエネルギーマネジメントシステムの運用、再生可能エネルギーの調達を担う。宇都宮ライトパワーが電力小売で得た収益は、太陽光発電などの自立分散型エネルギーの導入促進による地域の脱炭素化や防災力強化など、地域課題の解決に活用され、宇都宮市が目指す「地域経済循環社会」の実現、ひいては、誰もが豊かで安心して暮らせる"夢や希望が叶う街"「スーパースマートシティ」の実現へとつながる。

### 電動バス
市内で多くのバス路線を展開する関東自動車が2030年3月までに3営業所へ158台の電動バス（駒生営業所71台、簗瀬営業所53台、宇都宮営業所34台）を導入することにより、市内のほとんどの路線バス車両が電動化される見込みである。1都市全体の路線バスを全て電動化するのは、日本初の試みである。
バスの運行計画や、実際の運行状況を収集・観測し、到着時間や消費電力を正確に予測する運行マネジメントと、運行状況に合わせたエネルギー調達計画の策定や充電タイミングの最適化を図る需給調整マネジメントを行い、「継ぎ足し充電」によるバス車体のバッテリー容量の低減を図る。また、大量の電動バスを一括管理することで、電動バスのバッテリーを調整電源に使用することができるので、天候や時間に左右されない、安定的な再生可能エネルギーの供給が可能となる。
この事業は新エネルギー・産業技術総合開発機構（NEDO）が2022年度より実施する「グリーンイノベーション基金事業/スマートモビリティ社会の構築」プロジェクトに採択され、国のグリーンイノベーション基金による支援を受けながら、事業へ取り組んでいく方針である。同基金は国が造成した総額2兆円の基金で、NEDOが行う「スマートモビリティ社会の構築」プロジェクトにはそのうちの1130億円が活用される。

### LRT

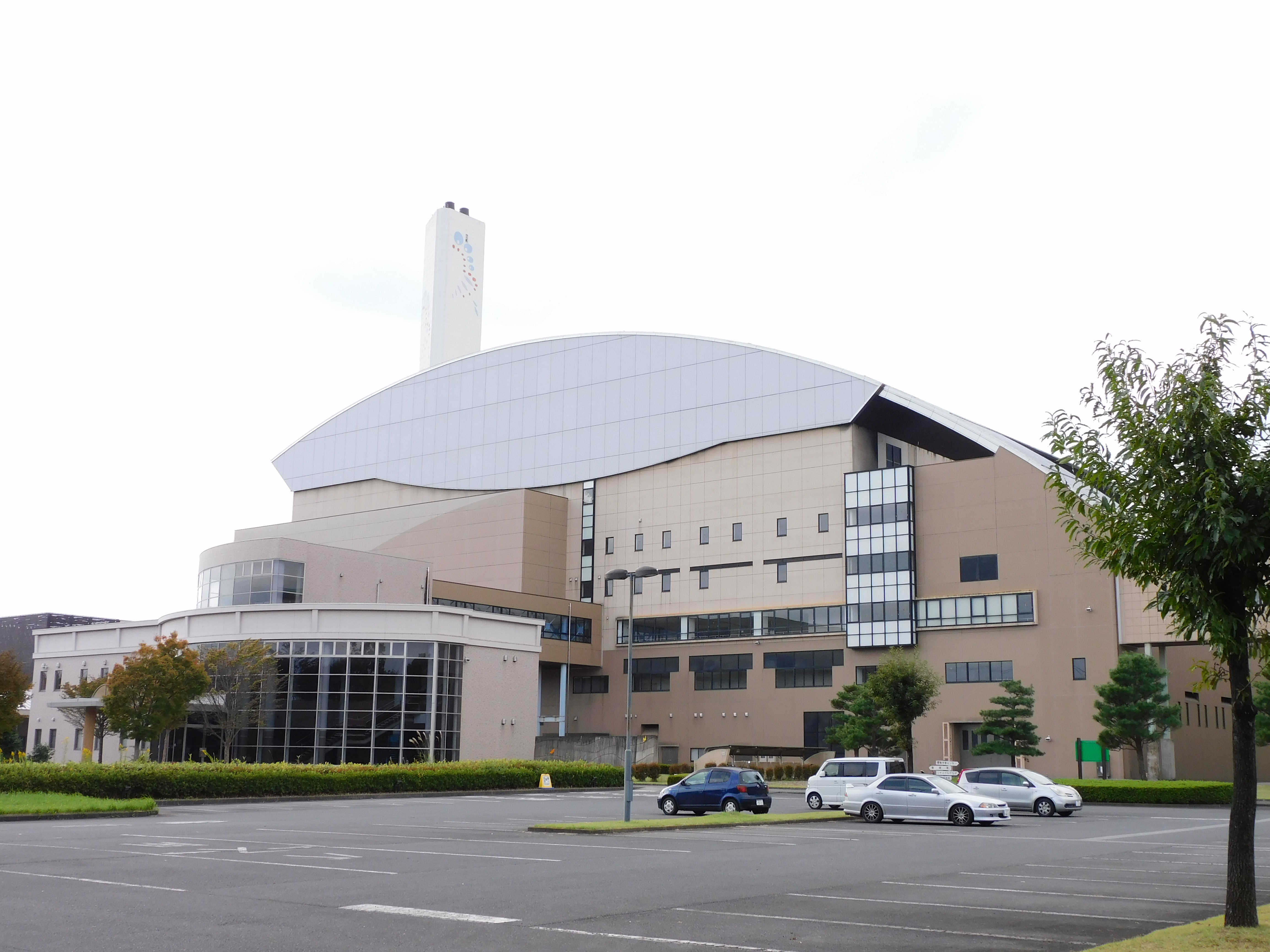
グリーンパーク茂原

2023年（令和5年）8月26日に開業した宇都宮芳賀ライトレール線（芳賀・宇都宮LRT）は、クリーンパーク茂原でバイオマス発電した再生可能エネルギー100％で駆動する。市内の再生可能エネルギーのみで電車を運行し、エネルギーの地産地消を図る取り組みは、世界でも類を見ないものとされ、先述した電動バスとともに、ゼロカーボンムーブの実現へ向けた重要な施策となる。
宇都宮ライトパワーおよび宇都宮市、NTTアノードエナジー、東京電力パワーグリッド、東京ガスネットワーク、関東自動車、そしてLRT沿線の芳賀町が共同提案したLRT沿線地域の脱炭素化事業は、2022年（令和4年）11月1日に環境省から脱炭素先行地域の選定を受け、国からの支援などを受けながら進めていく予定である。

## 沿革
- 2021年（令和3年）
  - 7月13日 - 設立[4]
  - 11月25日 - 小売電気事業者登録[3]
- 2022年（令和4年）
  - 1月1日 - 事業開始[7]。宇都宮市有施設へ電力供給開始[18]
  - 2月1日 - 電力買取開始[19]。買取価格は8.5円/kW[20]。
  - 2月1日 - クリーンパーク茂原火災により同施設から電力を調達できなくなる。[7]